# Grace (robot)
Grace és un robot humanoide desenvolupat per la companyia Hanson Robotics, que té la seva seu a Hong Kong, ideat a conseqüència de la pandèmia de COVID-19. És la segona gran creació de l'empresa després de Sophia, que fou creada el 2016. Grace, però, ha estat dissenyada per a intervenir a l'àmbit mèdic com a infermera i assistir els metges humans. Entre el seu equipament figuren una càmera tèrmica i sensors per a determinar la temperatura corporal i les pulsacions cardíaques dels pacients, i alhora té la capacitat de parlar en tres llengües, l'anglès, el mandarí i el cantonès. Ha estat dissenyada essencialment per a ser una ajuda terapèutica per la gent gran.